# 80 mètres haies aux Jeux olympiques d'été de 1956
Pour un article plus général, voir Athlétisme aux Jeux olympiques d'été de 1956.
Navigation
Helsinki 1952 Rome 1960
L'épreuve du 80 mètres haies aux Jeux olympiques d'été de 1956 s'est déroulée les 27 et 28 novembre 1956 au Melbourne Cricket Ground de Melbourne, en Australie. Elle est remportée par l'Australienne Shirley Strickland.

## Résultats

### Finale
| Rang               | Athlète                              | Temps  |
| ------------------ | ------------------------------------ | ------ |
| Médaille d'or      | Shirley Strickland de la Hunty (AUS) | 10 s 7 |
| Médaille d'argent  | Gisela Köhler (EUA)                  | 10 s 9 |
| Médaille de bronze | Norma Thrower (AUS)                  | 11 s 0 |
| 4                  | Galina Bystrova (URS)                | 11 s 0 |
| 5                  | Maria Golubnichaya (URS)             | 11 s 3 |
| 6                  | Gloria Cooke (AUS)                   | 11 s 4 |